# Thương Ưởng
Thương Ưởng (tiếng Trung phồn thể: 商鞅; giản thể: 商鞅; bính âm: Shāng Yāng; Wade-Giles: Shang Yang) (khoảng 390 TCN-338 TCN), Ông vốn gốc mang họ Cơ (姬姓) là con cháu công thất Chu Văn vương trú tại đất Vệ (衛氏) nên còn gọi là Vệ Ưởng (衛鞅) hoặc Công Tôn Ưởng (公孫鞅), là nhà chính trị, pháp gia nổi tiếng, thừa tướng nước Tần của thời Chiến Quốc trong lịch sử Trung Quốc. Với những đóng góp của bản thân với nước Tần, Vệ Ưởng được phong tước Thương quân (商君), đất phong ở ấp Thương.

## Cuộc sống ở nước Ngụy
Thương Ưởng vốn là người nước Vệ, chịu ảnh hưởng của Lý Khôi, Ngô Khởi, đặc biệt là từ Pháp kinh của Lý Khôi, nhưng thờ tể tướng nước Ngụy là Công Thúc Tọa (公叔痤) (chú của Ngụy Vũ hầu) làm thầy, được phong làm Trung thứ tử. Công Thúc Tọa biết Vệ Ưởng có tài, muốn tiến cử lên vua Ngụy nhưng chưa có dịp. Đến khi Công Thúc Tọa bị bệnh gần mất, vua Ngụy thân hành đến thăm, hỏi về người có thể nối chức tướng quốc. Công Thúc Tọa tiến cử Vệ Ưởng nhưng vua Ngụy không trả lời. Công Thúc Tọa bèn bảo:
-"Nếu nhà vua không nghe tôi, không dùng Ưởng thì phải giết y đi chớ để cho y ra khỏi biên giới."
Vua Ngụy nhận lời rồi ra về. Sau đó, Công Thúc Tọa cho gọi Vệ Ưởng đến, nói việc mình tâu với vua Ngụy cho ông biết, và bảo tìm đường mà trốn. Vệ Ưởng không nghe theo, vẫn ở lại nước Ngụy cho rằng vua Ngụy không nghe của Công Thúc Tọa cho mình làm tướng thì cũng sẽ không chịu giết mình. Quả nhiên sau khi Công Thúc Tọa chết, Ngụy Huệ vương cũng không giết ông.

## Đến nước Tần, giảng bá đạo
Bấy giờ, phía Tây nước Ngụy có nước Tần, nhưng nằm tại đất Ung hẻo lánh nên bị các nước coi là Di Địch, lại suy yếu sau nhiều năm tranh chấp quyền lực trong tông thất. Sau khi Tần Hiếu công lên ngôi, quyết tâm khôi phục lại vinh quang cho nước Tần, bèn ra lệnh cầu hiền, mời hiền tài trong thiên hạ tới giúp mình. Vệ Ưởng nghe tin đó, bèn đi đến phía Tây, sang Tần, nhờ đại phu nước Tần là Cảnh Giám để được vào yết kiến Tần Hiếu công. Khi vào yết kiến, Vệ Ưởng đem cái mà mình gọi là đế đạo giảng giải cho vua Tần nhưng vua Tần buồn ngủ không nghe, bèn quở trách Cảnh Giám. Vệ Ưởng lại nhờ Cảnh Giám cho mình vào yết kiến lần nữa, lần này ông đem vương đạo nói cho vua Tần nghe. Vua Tần tỏ ra vui vẻ hơn, song vẫn chưa dùng ông. Đến lần thứ ba vào yết kiến, Vệ Ưởng bèn đem bá đạo ra giảng giải. Lần này ông và vua Tần nói chuyện rất hợp, suốt mấy ngày không chán. Khi Cảnh Giám hỏi vì sao nhà vua lại thích nghe ông nói đến thế, Vệ Ưởng giải thích rằng do vua Tần nghĩ đế đạo và vương đạo là chuyện viễn vông nên đành phải đem thuật làm cho nước mạnh, thì nhà vua mới thích.

## Ban hành pháp chế lần thứ nhất
Năm 356 TCN, Vệ Ưởng muốn thay đổi hẳn pháp độ, bèn tâu với Tần Hiếu công. Tần Hiếu công bằng lòng, nhưng trong triều vẫn còn có Cam Long và Đỗ Chí phản đổi, nhưng đều bị Vệ Ưởng phản bác. Tần Hiếu công tin theo lời Vệ Ưởng, phong ông làm Tả thứ trưởng và cho thay đổi pháp chế.

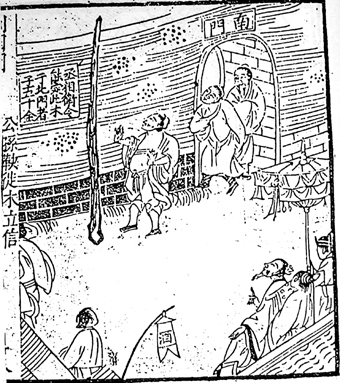
Điển tích Tỉ mộc lập tín (徙木立信) Thương quân muợn chuyện khúc gỗ ban bố Pháp chế

Được nhà vua đồng ý, Vệ Ưởng bèn sai chia dân thành từng nhóm, năm hộ, mười hộ, phải kiểm soát nhau và bị ràng buộc vào nhau, lại ra lệnh ai không tố cáo kẻ gian thì bị chém ngang lưng; ai tố cáo kẻ gian thì cũng được thưởng ngang với người chém đầu quân địch; người che giấu quân gian bị phạt ngang với người đầu hàng quân địch, gia đình có hai người con trai trở lên mà không chia của ở riêng thì bắt đánh thuế gấp đôi. Ai có quân công thì cứ theo thứ bậc mà được thưởng, ai đánh nhau vì việc riêng thì đều bị hình phạt lớn hay nhỏ, tùy theo nặng hay nhẹ mà trị. Ai ra sức vào nghề nghiệp gốc, cày cấy, dệt vải, cung cấp nhiều lúa thì được tha khỏi sưu dịch; trái lại ai theo cái lợi trên ngọn cùng những người lười mà nghèo thì đều bắt cùng với vợ con làm nô; người tôn thất mà không có quân công, thì không được ghi vào sổ sách họ nhà vua định cấp bật tước trật cao thấp rõ ràng; ghi tên các ruộng vườn, thần thiếp, áo quần theo số hiệu từng nhà. Ai có công thì hiển vinh, ai không có công thì tuy giàu có cũng không được vinh hoa.
Sau khi có pháp chế, Vệ Ưởng vẫn chưa ban bố vì sợ dân không theo. Vì vậy, ông dựng một cây gỗ dài ba trượng ở phía nam chợ của kinh đô, nói rằng ai có thể mang nó đến cái cửa phía bắc thì có mười lạng vàng. Dân lấy làm lạ, không ai dám mang đi. Ông lại tăng lên năm mươi lạng thì có một người mang. Vệ Ưởng bèn cho người đó năm mươi lạng để chứng tỏ mình không lừa dối. Sau đó ông mới ban bố pháp lệnh.

## Định tội Thái tử
Pháp lệnh của Vệ Ưởng ban hành được một năm nhưng có hàng ngàn người trong kinh đô nước Tần nói không tiện. Sau đó thái tử Tứ bất mãn với biến pháp để rồi phạm pháp. Vệ Ưởng muốn lấy pháp luật trị thái tử, nhưng lại cho rằng thái tử là người sẽ nối ngôi cho nên không thể trừng trị, bèn trừng phạt cắt mũi Thái phó của thái tử là Công tử Kiền, chạm vào mặt thầy thái tử là Công Tôn Giả, còn Thái tử Tứ phải chịu si hình, bị Tần Hiếu Công truất phế, đuổi ra khỏi cung làm dân thường. Từ đó người Tần đều theo lệnh. Từ khi ban hành pháp chế, ngoài đường không nhặt của rơi, trong núi không có trộm cướp, nhà đủ người no, dân dũng cảm trong lúc chiến đấu vì việc công, khiếp sợ không dám đánh nhau vì việc riêng, làng xóm đều được an. Bấy giờ có người lấy làm tiện, có người nói không tiện. Vệ Ưởng nói:
" Đó đều là bọn dân làm cho việc giáo hóa rối loạn."
Bèn dời tất cả những người ấy ra biên giới. Sau đó dân không ai dám bàn bạc gì về pháp lệnh nữa. Nước Tần trở nên giàu mạnh. Tần Hiếu công bèn thăng Vệ Ưởng làm Tả thứ trưởng.

## Ban hành pháp chế lần thứ hai

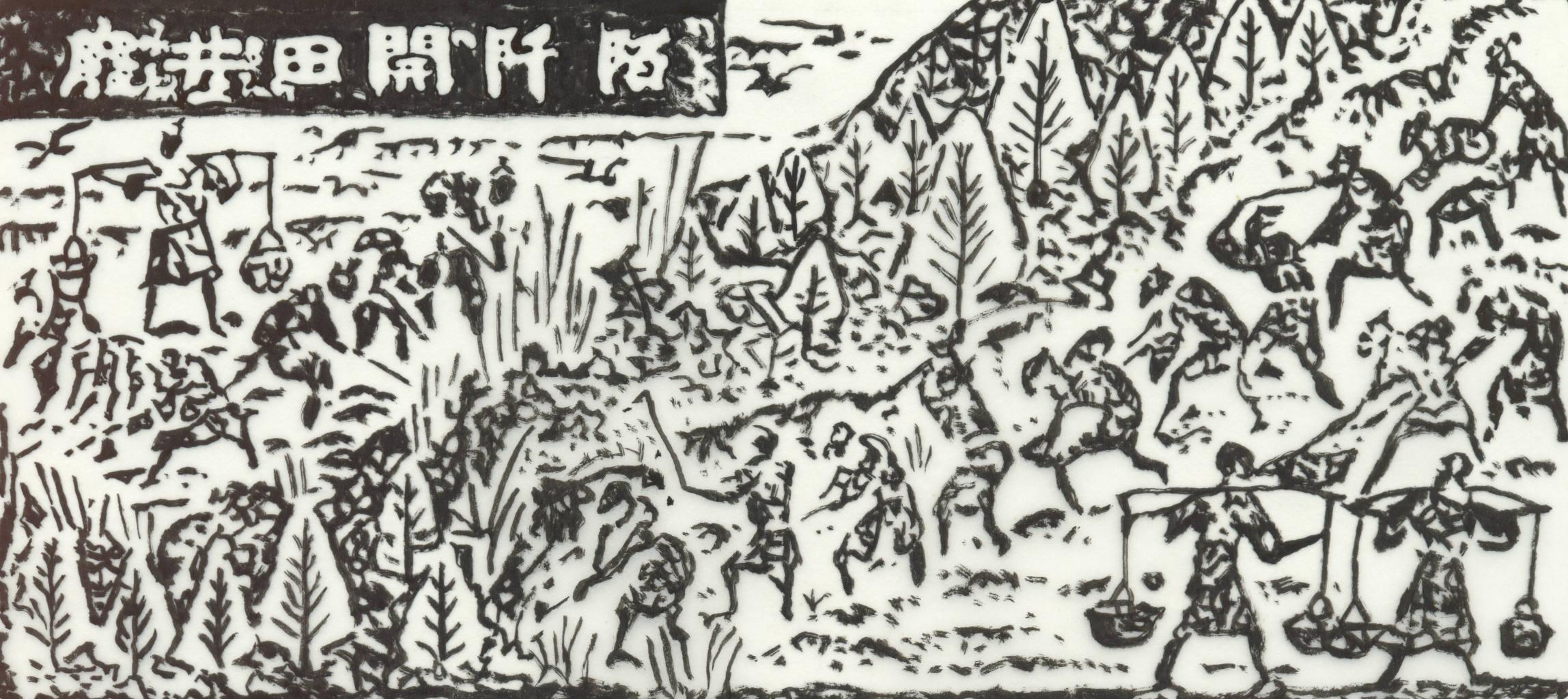
Phế tỉnh điền, khai thiên mạch (废井田，开阡陌), Thương quân hướng dẫn cách canh tác mới cho người Tần.

Năm 350 TCN, Vệ Ưởng lại ban bố biến pháp lần thứ hai, ra lệnh cấm cha, con, anh em cùng ở chung một nhà; phân cư và hợp các làng, xóm nhỏ lại thành huyện, đặt chức quan lệnh và thừa, được tất cả ba mươi mốt huyện, bỏ bờ ruộng, đường thiên đường mạch, thống nhất hộc, thùng, quả cân, thước, tấc nhờ đó việc đánh thuế được tăng.

## Đánh Ngụy, đoạt Tây Hà
Năm 352 TCN, Tần Hiếu công phong Thương Ưởng chức Đại lương tạo (tương đương với chức tướng quốc ở các nước Sơn Đông) đồng thời cử ông đem quân chủ lực tiến đến sông Hoàng Hà, vượt Hà Tây vào Hà Đông, chiếm lĩnh kinh đô cũ của nước Ngụy là An Ấp. Năm sau, Thương Ưởng lại đem quân đánh nước Ngụy, giành được yếu điểm Cố Dương ở Thượng Quân.
Năm 344 TCN, Ngụy Huệ vương hội 12 nước chư hầu ở Phùng Trạch, sai sứ xin Chu Hiển Vương cho mình đem quân đánh nước Tần. Thương Ưởng đề nghị nên tôn vua Ngụy làm vương để nước Ngụy lui binh nhưng Tần Hiếu công không đồng ý, chỉ ra lệnh tập trung phòng thủ. Sau đó Thương Ưởng đến gặp vua Ngụy, đề nghị ra lệnh Hàn, Tống, Lỗ hội minh, tranh thủ sự đồng ý của Tần, Yên để "tiến hành vương lễ, sau sẽ đánh Tề, Sở". Sau không rõ vì sao nước Ngụy không xưng vương ngay, nhưng mưu đồ chuyển hướng tấn công của Ngụy sang Tề, Sở của Tần đã thành công.
Tây Hà vốn là đất nước Tần đã lấy của nước Tấn từ đời Tần Mục công, nhưng sau đó Ngụy thừa cơ Tần nảy sinh nội loạn đem quân chiếm lấy, đời Tần Hiến công đã nhiều lần cho quân đánh Tây Hà nhưng không lấy lại được.
Năm 340 TCN, Vệ Ưởng tâu với Tần Hiếu công, xin đánh Ngụy để khống chế chư hầu. Tần Hiếu công nghe theo, phong cho Vệ Ưởng làm tướng, đem quân đánh Tây Hà của nước Ngụy.
Ngụy Huệ vương sai em là công tử Ngang đưa quân đón đánh. Khi hai quân gần nhau, Vệ Ưởng đưa thư cho công tử Ngang, mời đến giảng hòa, Công tử Ngang cho là phải, đến hội thề với Vệ Ưởng. Vệ Ưởng sai võ sĩ mai phục, khi hội họp ăn thề xong, uống rượu, thì sai võ sĩ xông bắt công tử Ngang, rồi đánh bại quân Ngụy, đem Ngang về Tần. Ngụy Huệ vương đành phải sai sứ cắt đất Tây hà dâng cho Tần để giảng hòa, sau đó bỏ An Ấp dời đô đến Đại Lương. Lúc đó Ngụy Huệ vương mới hối hận vì không nghe theo Công Thúc Tọa.
Sau khi đánh thắng quân Ngụy trở về, Vệ Ưởng được vua Tần phong cho mười lăm ấp ở đất Ư, đất Thương, hiệu là Thương Quân. Từ đó ông còn được gọi là Thương Ưởng.

## Chết thảm
Thương Ưởng làm tướng quốc nước Tần mười năm, lại ban ra hình pháp khắc nghiệt nên bị nhiều quý tộc oán trách. Sau đó có Mạnh Lan Cao tiến cử Triệu Lương với ông.
Thương Ưởng hỏi Triệu Lương so sánh mình với Bách Lý Hề, Triệu Lương bảo thẳng thừng nói là Thương Ưởng không thể so sánh được với Bách Lý Hề, và khuyên ông trả lại mười lăm ấp, lui về làm ruộng, tiến cử kẻ sĩ mới có thể thoát nạn. Nếu không thì sau này khi vua Tần mất thì người nước Tần nhất định sẽ giết ông". Thương Ưởng không nghe theo.

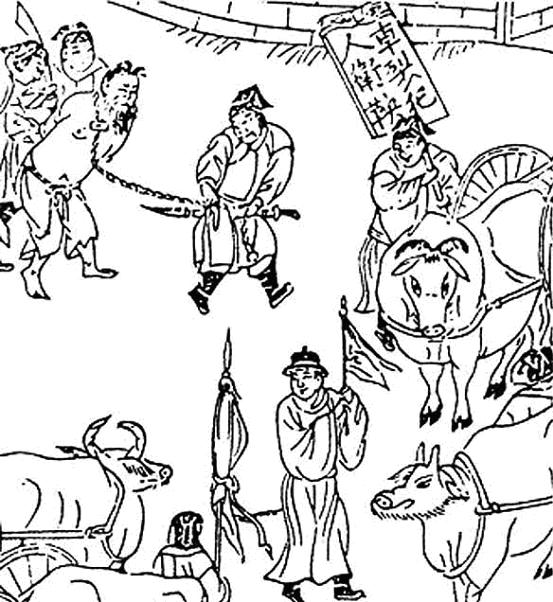
cảnh Thương quân bị bắt ở Dẫn Trì

Năm 337 TCN, Tần Hiếu công qua đời. Thế tử Tứ lên nối ngôi, tức Tần Huệ Văn vương. Thái phó Công tử Kiền vốn giận Thương Ưởng cắt mũi mình, bèn tâu với vua là Thương Ưởng muốn làm phản. Thương Ưởng bỏ trốn, muốn vào ở nhà trọ. Chủ nhà trọ nói theo phép của Thương Quân phải có giấy chứng nhận mới cho vào ở. Thương Ưởng bỏ đi, than về cái tệ hại của pháp lệnh của mình đặt ra. Sau đó ông bỏ sang nước Ngụy. Người nước Ngụy giận ông chiếm Hà Tây, đuổi về nước Tần. Về nước, Thương Ưởng tập hợp binh ở đất Thương Ư tiến về hướng bắc đánh đất Trịnh. Vua Tần đem binh đánh Thương Quân, bắt được ông, đem đi giết ở Dẫn Trì thuộc đất Trịnh. Tần Huệ Văn vương lấy xe xé xác ông để thị uy, sau đó lại giết cả nhà của Thương Ưởng.
Trước tác của ông để lại có Thương Quân thư.

## Đánh giá
Thương Ưởng là vị tướng quốc tài năng, đại biểu xuất sắc của tư tưởng Pháp gia. Những cải cách của ông đã làm cho nước Tần trở nên lớn mạnh, mở đường cho việc thống nhất Trung Quốc của Tần Thủy Hoàng sau này. Tuy nhiên hình pháp của ông quá khắc nghiệt, ít dùng ân đức, nên không được lòng giới quý tộc, dẫn tới việc ông phải chết thảm. Sử ký có dòng nhận xét về ông như sau:
-Thương Quân là người thiên tư khắc bạc. Xét việc ông ta muốn nói thuật đế vương với Hiếu Công, đem lý thuyết viển vông ra nói không phải là thực tâm của ông ta. Ông ta nhờ người tôi tớ vua yêu mà được tiến cử, rồi khi được dùng, lại trị công tử Kiền, lừa tướng Ngụy là Ngang, không nghe theo lời Triệu Lương, như thế cũng đủ thấy Thương Quân ít làm ân đức. Tôi thường đọc sách nói về việc mở mang bờ cõi, cày ruộng, đánh trận của Thương Quân, thấy giống như việc ông làm. Cuối cùng ông ta mang cái tiếng xấu ở Tần cũng là đáng lắm!

## Trong phim ảnh
Nhân vật Thương Ưởng thường xuất hiện trong các bộ phim về thời Đông Chu như:
- Đông Chu Liệt quốc (1999), phần Chiến Quốc, do Ôn Hải Ba thủ vai
- Đế quốc Đại Tần phần 1: Liệt biến (2009), do Vương Chí Phi thủ vai
- Mị Nguyệt truyện (2016), do Thi Kinh Minh thủ vai